# دلفاين كولين
دلفاين كولين (بالفرنسية: Delphine Coulin)‏ (و. 1972  م) هي مخرجة أفلام، وكاتِبة، وكاتبة سيناريو، وروائية فرنسية.

## وصلات خارجية
- دلفاين كولين على موقع IMDb (الإنجليزية)
- دلفاين كولين على موقع قاعدة بيانات الأفلام العربية
- دلفاين كولين على موقع ألو سيني (الفرنسية)
- دلفاين كولين على موقع أول موفي (الإنجليزية)
- دلفاين كولين على موقع قاعدة بيانات الفيلم (الإنجليزية)
- دلفاين كولين على موقع كينوبويسك (الروسية)